# Lu Wen
Lu Wen (露雯S, Lù WénP; Ordos, 26 febbraio 1990) è un'ex cestista cinese.

## Carriera
Con la Cina ha disputato i Giochi olimpici di Rio de Janeiro 2016, i Campionati mondiali del 2014 e tre edizioni dei Campionati asiatici (2013, 2015, 2017).